# 12 de Diciembre
12 de Diciembre är en ort i Mexiko.   Den ligger i kommunen Cuencamé och delstaten Durango, i den centrala delen av landet, 700 km nordväst om huvudstaden Mexico City. 12 de Diciembre ligger 1 936 meter över havet och antalet invånare är 909.
Terrängen runt 12 de Diciembre är kuperad norrut, men söderut är den platt. Runt 12 de Diciembre är det mycket glesbefolkat, med 7 invånare per kvadratkilometer. Det finns inga andra samhällen i närheten. Omgivningarna runt 12 de Diciembre är i huvudsak ett öppet busklandskap.